# الكسندر شفتشينكو
الكسندر شفتشينكو (بالروسية: Шевченко, Александр Владимирович)‏ هو لاعب هوكي الجليد روسي، ولد في 20 أغسطس 1992 في بيلغورود في روسيا.

## وصلات خارجية
- الكسندر شفتشينكو على موقع دوري الهوكي للقارات (الإنجليزية)
- الكسندر شفتشينكو على موقع EliteProspects.com (الإنجليزية)
- الكسندر شفتشينكو على موقع Eurohockey.com (الإنجليزية)
- الكسندر شفتشينكو على موقع HockeyDB.com (الإنجليزية)